# Верховицька сільська рада
52°29′32.6″ пн. ш. 23°30′53.5″ сх. д. / 52.492389° пн. ш. 23.514861° сх. д.
Верхо́вицька сільська́ ра́да (біл. Вярхо́віцкі сельсавет) — адміністративно-територіальна одиниця у складі Кам'янецького району, Берестейської області Білорусі. Адміністративний центр сільської ради — село Верховичі.

## Географія
Верховицька сільська рада розташована на крайньому південному заході Білорусі, на заході Берестейської області, на північ від обласного та північний захід від районного центрів. На північному сході вона межує із Каменюцькою, на сході — із Дмитровицькою, на південному сході — із Войською, на півдні — із Біловезькою, на південному заході — із Рясненською сільськими радами (всі Кам'янецький район), а на північному заході — із Підляським воєводством (Польща).
Великих річок та озер на території Верховицької сільської ради немає. Територія сільради порізана густою сіткою меліоративних каналів (басейн Західного Бугу).
Найвища точка сільської ради становить 197,6 м над рівнем моря і розташована на південно-східній околиці села Сушки.
Територією сільради із південного заходу на північний схід проходить автомобільна дорога Р98 за маршрутом: Піщатка — Кам'янець — Шерешове — Свіслоч. Найближча залізнична станція — Високо-Литовськ в селі Оберовщина (лінія Берестя — Білосток).

## Історія
Сільська рада була утворена 12 жовтня 1940 року у складі Високовського району Брестської області (БРСР). 17 квітня 1962 року Високовський район був ліквідований, а сільська рада передана до складу Кам'янецького району.
18 серпня 1986 року із складу сільської ради були виключені селище Біловезьке та село Миневичі і передані до складу утвореної Біловезької сільської ради. 7 вересня 2006 року, рішенням Берестейської обласної Ради депутатів виключене зі складу сільради і включене до складу Біловезької сільради село Манчаки.
11 грудня 2012 року була ліквідована Каленковицька сільська рада, а її територія і населенні пункти передані в підпорядкування Верховицькій сільській раді.

## Склад сільської ради
До складу Верховицької сільської ради входить 24 населених пункти, із них 2 агрогомістечка та 22 села.
| Населений пункт | Статус         | Населення осіб (2010) | Координати                                                            |
| --------------- | -------------- | --------------------- | --------------------------------------------------------------------- |
| Верховичі       | село           | 531                   | 52°28′17″ пн. ш. 23°30′34″ сх. д. / 52.47139° пн. ш. 23.50944° сх. д. |
| Альвус          | село           | 15                    | 52°24′16″ пн. ш. 23°33′28″ сх. д. / 52.40444° пн. ш. 23.55778° сх. д. |
| Березівка       | село           | 90                    | 52°26′59″ пн. ш. 23°30′37″ сх. д. / 52.44972° пн. ш. 23.51028° сх. д. |
| Бобінка         | село           | 26                    | 52°34′22″ пн. ш. 23°33′20″ сх. д. / 52.57278° пн. ш. 23.55556° сх. д. |
| Бушмичі         | село           | 133                   | 52°30′0″ пн. ш. 23°28′58″ сх. д. / 52.50000° пн. ш. 23.48278° сх. д.  |
| Вовкоставець    | село           | 33                    | 52°33′0″ пн. ш. 23°29′41″ сх. д. / 52.55000° пн. ш. 23.49472° сх. д.  |
| Двірець         | село           | 47                    | 52°30′6″ пн. ш. 23°30′55″ сх. д. / 52.50167° пн. ш. 23.51528° сх. д.  |
| Довбизна        | агрогомістечко | 317                   | 52°29′22″ пн. ш. 23°26′30″ сх. д. / 52.48944° пн. ш. 23.44167° сх. д. |
| Дубровці        | село           | 52                    | 52°32′17″ пн. ш. 23°35′50″ сх. д. / 52.53806° пн. ш. 23.59722° сх. д. |
| Казимірове      | село           | 3                     | 52°31′2″ пн. ш. 23°27′51″ сх. д. / 52.51722° пн. ш. 23.46417° сх. д.  |
| Каленковичі     | агрогомістечко | 464                   | 52°29′51″ пн. ш. 23°34′0″ сх. д. / 52.49750° пн. ш. 23.56667° сх. д.  |
| Каролин         | село           | 292                   | 52°26′31″ пн. ш. 23°27′33″ сх. д. / 52.44194° пн. ш. 23.45917° сх. д. |
| Копили          | село           | 90                    | 52°28′4″ пн. ш. 23°27′33″ сх. д. / 52.46778° пн. ш. 23.45917° сх. д.  |
| Кунаховичі      | село           | 97                    | 52°28′42″ пн. ш. 23°28′38″ сх. д. / 52.47833° пн. ш. 23.47722° сх. д. |
| Мала Опака      | село           | 1                     | 52°30′43″ пн. ш. 23°25′49″ сх. д. / 52.51194° пн. ш. 23.43028° сх. д. |
| Омелянець       | село           | 321                   | 52°32′17″ пн. ш. 23°32′53″ сх. д. / 52.53806° пн. ш. 23.54806° сх. д. |
| Побєда          | село           | 90                    | 52°28′8″ пн. ш. 23°28′59″ сх. д. / 52.46889° пн. ш. 23.48306° сх. д.  |
| Підбурря        | село           | 84                    | 52°30′37″ пн. ш. 23°32′49″ сх. д. / 52.51028° пн. ш. 23.54694° сх. д. |
| Радевичі        | село           | 109                   | 52°28′44″ пн. ш. 23°32′37″ сх. д. / 52.47889° пн. ш. 23.54361° сх. д. |
| Сипурка         | село           | 24                    | 52°32′14″ пн. ш. 23°32′4″ сх. д. / 52.53722° пн. ш. 23.53444° сх. д.  |
| Сушки           | село           | 58                    | 52°26′38″ пн. ш. 23°32′35″ сх. д. / 52.44389° пн. ш. 23.54306° сх. д. |
| Хлівище         | село           | 40                    | 52°29′28″ пн. ш. 23°24′41″ сх. д. / 52.49111° пн. ш. 23.41139° сх. д. |
| Ювсичі          | село           | 88                    | 52°29′35″ пн. ш. 23°34′41″ сх. д. / 52.49306° пн. ш. 23.57806° сх. д. |
| Ясинівка        | село           | 117                   | 52°26′9″ пн. ш. 23°29′42″ сх. д. / 52.43583° пн. ш. 23.49500° сх. д.  |

## Населення
За переписом населення Білорусі 2009 року чисельність населення сільської ради становила 1959 осіб.

### Національність
Розподіл населення за рідною національністю за даними перепису 2009 року:
| Національність                | Осіб | Відсоток |
| ----------------------------- | ---- | -------- |
| білоруси                      | 1674 | 85,45 %  |
| українці                      | 120  | 6,13 %   |
| росіяни                       | 119  | 6,07 %   |
| поляки                        | 12   | 0,61 %   |
| молдовани                     | 10   | 0,51 %   |
| татари                        | 8    | 0,41 %   |
| німці                         | 7    | 0,36 %   |
| національність не повідомлена | 4    | 0,20 %   |
| литовці                       | 2    | 0,10 %   |
| латиші                        | 1    | 0,05 %   |
| таджики                       | 1    | 0,05 %   |
| національність не вказана     | 1    | 0,05 %   |
| Разом                         | 1959 | 100 %    |